# Малобрагино
Малобрагино — село в Шегарском районе Томской области. Входит в состав Трубачёвского сельского поселения.

## География
Стоит между рекой Аверичева (на востоке) и автодорогой 69Н-90 (с запада).

## Топоним
Известна ранее как Малая Брагина и соотносится с названием соседней деревни Большое Брагино.

## История
Основано в 1876 году.
В 1926 году деревня Малая Брагина состояла из 154 хозяйств.
К 1926 году Центр Мало-Брагинского сельсовета Богородского района Томского округа Сибирского края.

## Население
| 2002 | 2010 | 2012 | 2013 | 2014 | 2015 | 2021 |
| ---- | ---- | ---- | ---- | ---- | ---- | ---- |
| 413  | ↘354 | ↘340 | ↘339 | ↗342 | ↘339 | ↘306 |

### Национальный состав
В 1926 году основное население — русские.
Согласно результатам переписи 2002 года, в национальной структуре населения русские составляли 98 % из 413 человек.

## Инфраструктура
Малобрагинская основная общеобразовательная школа.

## Транспорт
Деревня доступна автотранспортом.